# Патрилинейность
Патрилине́йность (от лат. pater «отец» + linea «линия») — в этнографии: унилинейное правило счета родства, учитывающее из поколения в поколение связи детей только с отцом. Связь предка и потомка «линии» поддерживают только мужчины.
Ей противоположна матрилинейность, вместе с которой они являются двумя вариантами унилинейности. При таком счёте родства образуются соответствующие группы: род, линидж (англиц. от lineage). Более общий термин из этой области — линейность, у которой существует ещё несколько разновидностей.
В настоящее время в мире патрилинейность наиболее широко распространена. Существует мнение, что она универсально предшествовала матрилинейности. Оба эти понятия соотносятся с понятиями патриархата и матриархата. Прежде считалось, что матриархат преобладал в древности повсеместно, а затем повсюду сменился патриархатом. В последние годы появилась иная точка зрения: патри- и матриархат существовали параллельно, у каждого народа по-своему, так же, как они существуют и сейчас.